# Marianne Jäger
Monika Marianne Jäger (19 settembre 1955) è un'ex sciatrice alpina svizzera.

## Biografia
Specialista delle prove tecniche originaria di Arosa, in Coppa del Mondo ottenne il primo piazzamento l'8 gennaio 1974 quando si classificò 4ª in slalom speciale a Les Gets: tale risultato sarebbe rimasto il migliore della Jäger nel massimo circuito, nel quale ottenne altri due piazzamenti a punti in quella stessa stagione 1973-1974 (l'ultimo l'8 marzo a Vysoké Tatry in slalom gigante, 7ª). Gli ultimi risultati della sua carriera agonistica furono le medaglie d'oro vinte nello slalom speciale e nella combinata ai Campionati svizzeri 1976; non prese parte a rassegne olimpiche e non ottenne piazzamenti ai Campionati mondiali.

## Palmarès

### Coppa del Mondo
- Miglior piazzamento in classifica generale: 21ª nel 1974

### Campionati svizzeri
- 2 ori (slalom speciale, combinata nel 1976)[senza fonte]